# David Lee (Basketballspieler)
David Lee (* 29. April 1983 in St. Louis, Missouri) ist ein ehemaliger US-amerikanischer Basketballspieler. Zuletzt spielte er bei den San Antonio Spurs. Lee ist ein 2,06 m großer und 111 kg schwerer Power Forward.

## NBA
Er wurde 2005 als 30. Pick (Erste Runde) von den New York Knicks gedraftet.
In seiner Rookiesaison konnte er durchschnittlich Statistiken von 5,1 Punkten und 4,5 Rebounds erzielen. In den darauffolgenden Jahren konnte er sich stetig verbessern und erreichte in der NBA-Saison 08/09 durchschnittlich Statistiken von 16,0 Punkten und 11,7 Rebounds. In der Saison 09/10 schaffte er seinen Durchbruch mit durchschnittlich 20,2 Punkten und 11,7 Rebounds. In dieser Saison wurde er auch zum ersten Mal zum NBA All-Star gewählt.
Im Sommer 2010 wurde Lee unmittelbar nach seiner Vertragsverlängerung nach  Golden State getradet.
In der Saison 2012/13 nahm er erneut am NBA All-Star Game teil. Beim Heimspiel in der Oracle Arena gegen die San Antonio Spurs am 22. Februar stellte er mit 22 Rebounds einen neuen persönlichen Rekord auf.
In der Saison 2014/15 verlor er seinen Platz in der Starting-Five der Warriors und wurde auch in den Playoffs nur sporadisch eingesetzt. In den Finals gegen die Cleveland Cavaliers, wurde er in vier Spielen eingesetzt und brachte es pro Spiel im Schnitt auf 9.5 Einsatzminuten, 5,5 Punkte, 2,5 Rebounds und 1,5 Assists. Die Warriors gewannen die Finalserie mit 4-2, wodurch sich Lee über seinen ersten NBA-Titel freuen konnte.
Im Sommer 2015 wechselte er zu den Boston Celtics. Am 22. Februar 2016 wurde bekannt, dass Lee sich den Dallas Mavericks anschließen wird. Ab dem Sommer 2016 stand er bei den San Antonio Spurs unter Vertrag. Im November 2017 beendete er seine Karriere.

## Privates
Seit dem 3. November 2017 war er mit der dänischen Tennisspielerin Caroline Wozniacki verlobt. Mitte Juni 2019 heirateten die beiden in Italien.

## Erfolge
- 1 × NBA-Meister (2014/15)
- MVP (wertvollster Spieler) der Rookie Challenge beim NBA All-Star Weekend 2007
- 2 × NBA All Star (2010, 2013)
- All-NBA Third Team (2013)